# Martin Kryštof
Martin Kryštof (* 11. října 1982 Mostiště, Československo) byl český profesionální volejbalista a reprezentant, hrající na postu libera. 

## Kariéra
Volejbalu se začal věnovat v roce 1990, v Česku hrál profesionálně do roku 2004 za Vavex Příbram a následně do roku 2008 za Duklu Liberec. Právě s Libercem získal v sezónách 2005/2006 a 2007/2008 český pohár, v české extralize byl vicemistrem s Příbramí (2003/2004) a s Libercem (2006/2007). V roce 2008 odešel do Bundesligy, kde od té doby hrál za klub Berlin Recycling Volleys, který se v letech 2012 a 2013 stal německým mistrem.
V roce 2015 se vrátil do České republiky, kde hájil barvy VK Jihostroj České Budějovice od roku 2015/16 až 2022/23. S týmem VK Jihostroj České Budějovice získal dva mistrovské tituly v  letech 2016/17, 2018/19 a třikrát Český Pohár  (2018/19, 2019/20, 2021,22). V sezóně 2018/19 vyhrál tzv. double. Kariéru končil ve 40 letech a sezónu dohrával jako kapitán  a hrající asistent trenéra. Poslední sezónu zakončil druhým místem. 
Jako český reprezentant hrál na Mistrovství světa 2002, Mistrovství Evropy 2009, Mistrovství světa 2010 a Mistrovství Evropy 2011. Řadí se mezi nejlepší a nejúspěšnější volejbalisty české historie. V době, kdy působil v týmu Berlin Recycling Volleys se řadil mezi nejlepší libera Evropy. Je považován za legendu českého volejbalu. 
S rodinou se po kariéře vrátil do Velkého Meziříčí, kde si během aktivní kariéry pořídil pozemek a postavil dům. Nyní zde pokračuje v předávání svých zkušeností a trénuje mládež.